# 菊池功一郎
菊池 功一郎（きくち こういちろう、1985年7月31日 - ）は、日本の元ラグビー選手。

## プロフィール
- 熊本県玉名郡出身。
- ポジションはウィング(WTB)。
- 身長 174cm、体重 81kg
- ニックネームはきく。
- 関東学生代表に選ばれたことがある[1]。

## 略歴
中学までバレーボールをやっており、15歳からラグビーを始めた。
2005年、熊本西高校卒業後、日本体育大学に入る。
2009年、日本体育大学卒業後、NTTコミュニケーションズシャイニングアークスに加入。同年9月19日に行われたトップイーストリーグ第2節の日本航空JAL WINGS戦に先発出場で公式戦初出場を果たした。
2018年、現役を引退した。